# Ham tum
Hum Tum (hindi:हम तुम, urdu: ہم تم) bollywoodi film.
Indiában 2004. május 28-án vetítették először. Kunal Kohli rendezte, a producerek Aditya Chopra és Yash Chopra voltak. A film főszereplői Szaif Ali Khán és Ráni Mukherdzsi.